# アントニオ・カルロス・ザーゴ
アントニオ・カルロス・ザーゴ（Antônio Carlos Zago, 1969年5月18日 - ）は、ブラジル・サンパウロ州プレジデンチ・プルデンチ
出身の元サッカー選手、同指導者。元ブラジル代表。選手時代のポジションはディフェンダー（センターバック）。

## 選手経歴

### クラブ
1990年、サンパウロFCでプロサッカー選手としてのキャリアをスタートする。そこで3年を過ごした。
1992-93年シーズンはスペインのアルバセテ・ブロンピエに移籍し、1年間プレーする。
1993年からサンパウロFCのライバルクラブであるSEパルメイラスで3年間プレーする。
1996年には再び海を渡り、Jリーグ・柏レイソルに移籍。日本ではアントニオの登録名で1年半プレーした。
1997年シーズン途中で再び母国に戻り、コリンチャンスの選手となる。
1998年1月にはイタリアのASローマに移籍し、2月11日のレッチェ戦でセリエAのデビューを果たす。ローマでは同胞のアウダイールらと共にDFラインの主力としてチームを支え、特に2000-01シーズンには主にワルテル・サムエル及びジョナタン・ゼビナと3バックを組み、左CBとしてチームの18年ぶりのスクデット獲得に貢献した。
2002年、5年間を過ごしたローマを退団。その後トルコのベシクタシュJK、母国のサントスFC、ECジュヴェントゥージを経て、2007年にサントスで現役を引退した。 

### 代表
1991年10月30日のユーゴスラビア戦で代表デビューを果たすと、1993年まで継続して招集される。その後は声がかからない時期が続くも、ASローマでの活躍を受けて1998年から2003年まで再び代表の一員としてプレー。コパ・アメリカ1999のメンバーにも選出され、優勝を経験した。

## 指導者経歴
母国のコリンチャンスでテクニカルディレクターを経験した後、2009年6月にADサンカエターノの監督に就任。アウェーで古巣パルメイラスに歴史的勝利を飾るなど、監督業として好スタートを切った。
2010年2月にはそのパルメイラスの監督になるも、成績は振るわず、3カ月で辞任したのち、いくつかのクラブを転々とした。
2013年1月に再びイタリアに渡りASローマのアシスタントコーチとなる。同年10月からはウクライナのFCシャフタール・ドネツクでミルチェア・ルチェスク監督のもと、アシスタントコーチを務めた。
2015年にはブラジルに戻り、監督業を再開。ECジュヴェントゥージを率いた。
2017年、クラブ初のセリエAからの降格が決まったSCインテルナシオナウの監督就任することが2016年12月12日に発表されたが、2017年5月28日に監督を解任された。同年8月20日にはセリエCのフォルタレーザECの新たな監督に就任すると、セリエB昇格を果たした。フォルタレーザの監督を務めている同年10月26日に、フォルタレーザとの契約終了後には再びジュヴェントゥージを率いることが発表された。
2018年、オーストリアの大手企業「レッドブル・グループ」が経営するレッドブル・ブラジルの監督に就任。
2019年、当時セリエBにいたCAブラガンチーノ（現:レッドブル・ブラガンチーノ）と合弁し同チームの監督に異動。そして同リーグで優勝を果たし、セリエA昇格に導いた。シーズン後、契約は延長せず辞任。
2020年1月2日、J1リーグの鹿島アントラーズの監督就任が発表された。初年度は5位とまずまずの成績を収める。
2021年は8試合消化時点で勝ち点8の15位と低迷。4月14日、成績不振により解任された。
2021年7月1４日、ボリビアのクラブ・ボリバルのオーナーであるマルセロ・クラウレが自身のソーシャルメディア上でザーゴの監督就任を発表した。なお、クラブ・ボリバルはシティ・フットボール・グループのパートナークラブとなっている。

## 個人成績
| 国内大会個人成績 | 国内大会個人成績 | 国内大会個人成績 | 国内大会個人成績 | 国内大会個人成績 | 国内大会個人成績           | 国内大会個人成績 | 国内大会個人成績  | 国内大会個人成績 | 国内大会個人成績 | 国内大会個人成績 | 国内大会個人成績 |
| 年度             | クラブ           | 背番号           | リーグ           | リーグ戦         | リーグ戦                   | リーグ杯         | リーグ杯          | オープン杯       | オープン杯       | 期間通算         | 期間通算         |
| 年度             | クラブ           | 背番号           | リーグ           | 出場             | 得点                       | 出場             | 得点              | 出場             | 得点             | 出場             | 得点             |
| ブラジル         | ブラジル         | ブラジル         | ブラジル         | リーグ戦         | リーグ戦                   | ブラジル杯       | ブラジル杯        | オープン杯       | オープン杯       | 期間通算         | 期間通算         |
| ---------------- | ---------------- | ---------------- | ---------------- | ---------------- | -------------------------- | ---------------- | ----------------- | ---------------- | ---------------- | ---------------- | ---------------- |
| 1990             | サンパウロ       |                  | セリエA          | 21               | 1                          |                  |                   |                  |                  |                  |                  |
| 1991             | サンパウロ       |                  | セリエA          | 21               | 1                          |                  |                   |                  |                  |                  |                  |
| 1992             | サンパウロ       |                  | セリエA          | 22               | 2                          |                  |                   |                  |                  |                  |                  |
| スペイン         | スペイン         | スペイン         | スペイン         | リーグ戦         | リーグ戦                   | 国王杯           | 国王杯            | オープン杯       | オープン杯       | 期間通算         | 期間通算         |
| 1992-93          | アルバセテ       |                  | プリメーラ       | 12               | 1                          |                  |                   |                  |                  |                  |                  |
| ブラジル         | ブラジル         | ブラジル         | ブラジル         | リーグ戦         | リーグ戦                   | ブラジル杯       | ブラジル杯        | オープン杯       | オープン杯       | 期間通算         | 期間通算         |
| 1993             | パルメイラス     |                  | セリエA          | 18               | 1                          |                  |                   |                  |                  |                  |                  |
| 1994             | パルメイラス     |                  | セリエA          | 21               | 1                          |                  |                   |                  |                  |                  |                  |
| 1995             | パルメイラス     |                  | セリエA          | 20               | 1                          |                  |                   |                  |                  |                  |                  |
| 日本             | 日本             | 日本             | 日本             | リーグ戦         | リーグ戦                   | リーグ杯         | リーグ杯          | 天皇杯           | 天皇杯           | 期間通算         | 期間通算         |
| 1996             | 柏               | -                | J                | 24               | 0                          | 5                | 0                 |                  |                  |                  |                  |
| 1997             | 柏               | 3                | J                | 0                | 0                          | 6                | 0                 | -                | -                | 6                | 0                |
| ブラジル         | ブラジル         | ブラジル         | ブラジル         | リーグ戦         | リーグ戦                   | ブラジル杯       | ブラジル杯        | オープン杯       | オープン杯       | 期間通算         | 期間通算         |
| 1997             | コリンチャンス   |                  | セリエA          | 12               | 2                          |                  |                   |                  |                  |                  |                  |
| イタリア         | イタリア         | イタリア         | イタリア         | リーグ戦         | リーグ戦                   | イタリア杯       | イタリア杯        | オープン杯       | オープン杯       | 期間通算         | 期間通算         |
| 1997-98          | ローマ           | 3                | セリエA          | 12               | 0                          |                  |                   |                  |                  |                  |                  |
| 1998-99          | ローマ           | 3                | セリエA          | 28               | 0                          |                  |                   |                  |                  |                  |                  |
| 1999-00          | ローマ           | 3                | セリエA          | 27               | 2                          |                  |                   |                  |                  |                  |                  |
| 2000-01          | ローマ           | 3                | セリエA          | 28               | 0                          |                  |                   |                  |                  |                  |                  |
| 2001-02          | ローマ           | 3                | セリエA          | 12               | 0                          |                  |                   |                  |                  |                  |                  |
| トルコ           | トルコ           | トルコ           | トルコ           | リーグ戦         | リーグ戦                   | トルコ杯         | トルコ杯          | オープン杯       | オープン杯       | 期間通算         | 期間通算         |
| 2002-03          | ベシクタシュ     | 30               | スュペル・リグ   | 31               | 2                          |                  |                   |                  |                  |                  |                  |
| 2003-04          | ベシクタシュ     | 30               | スュペル・リグ   | 25               | 0                          |                  |                   |                  |                  |                  |                  |
| ブラジル         | ブラジル         | ブラジル         | ブラジル         | リーグ戦         | リーグ戦                   | ブラジル杯       | ブラジル杯        | オープン杯       | オープン杯       | 期間通算         | 期間通算         |
| 2004             | サントス         |                  | セリエA          | 7                | 0                          |                  |                   |                  |                  |                  |                  |
| 2005             | サントス         |                  | セリエA          | 0                | 0                          |                  |                   |                  |                  |                  |                  |
| 2005             | ジュベントゥージ |                  | セリエA          | 30               | 1                          |                  |                   |                  |                  |                  |                  |
| 2006             | ジュベントゥージ |                  | セリエA          | 22               | 1                          |                  |                   |                  |                  |                  |                  |
| 2007             | サントス         |                  | セリエA          | 1                | 0                          |                  |                   |                  |                  |                  |                  |
| 通算             | ブラジル         | ブラジル         | セリエA          | 195              | 11\|\|\|\|\|\|\|\|\|\|\|\| |                  |                   |                  |                  |                  |                  |
| 通算             | スペイン         | スペイン         | プリメーラ       | 12               | 1\|\|\|\|\|\|\|\|\|\|\|\|  |                  |                   |                  |                  |                  |                  |
| 通算             | 日本             | 日本             | J                | 24               | 0                          | 11               | 0\|\|\|\|\|\|\|\| |                  |                  |                  |                  |
| 通算             | イタリア         | イタリア         | セリエA          | 107              | 2\|\|\|\|\|\|\|\|\|\|\|\|  |                  |                   |                  |                  |                  |                  |
| 通算             | トルコ           | トルコ           | スュペル・リグ   | 56               | 2\|\|\|\|\|\|\|\|\|\|\|\|  |                  |                   |                  |                  |                  |                  |
| 総通算           | 総通算           | 総通算           | 総通算           | 394              | 16\|\|\|\|\|\|\|\|\|\|\|\| |                  |                   |                  |                  |                  |                  |

## 代表歴
- 国際Aマッチ 37試合 3得点（1991年-2001年）[12]

| ブラジル代表 | 国際Aマッチ | 国際Aマッチ |
| 年           | 出場        | 得点        |
| ------------ | ----------- | ----------- |
| 1991         | 2           | 0           |
| 1992         | 3           | 1           |
| 1993         | 6           | 0           |
| 1994         | 0           | 0           |
| 1995         | 0           | 0           |
| 1996         | 0           | 0           |
| 1997         | 0           | 0           |
| 1998         | 3           | 0           |
| 1999         | 12          | 0           |
| 2000         | 10          | 2           |
| 2001         | 1           | 0           |
| 通算         | 37          | 3           |

## 監督成績
| 年度   | 所属   | クラブ | リーグ戦 | リーグ戦 | リーグ戦 | リーグ戦 | リーグ戦 | リーグ戦 | カップ戦 | カップ戦 |
| 年度   | 所属   | クラブ | 順位     | 勝点     | 試合     | 勝利     | 引分     | 敗戦     | リーグ杯 | 天皇杯   |
| ------ | ------ | ------ | -------- | -------- | -------- | -------- | -------- | -------- | -------- | -------- |
| 2020   | J1     | 鹿島   | 5位      | 59       | 34       | 18       | 5        | 11       | GS敗退   | 不参加   |
| 2021   | J1     | 鹿島   | 15位     | 8        | 8        | 2        | 2        | 4        | -        | -        |
| J1通算 | J1通算 | J1通算 | -        | -        | 42       | 20       | 7        | 15       | -        | -        |

- 2021年は解任時点の成績。

## タイトル

### クラブ
サンパウロFC
- カンピオナート・パウリスタ（1991, 1992）
- カンピオナート・ブラジレイロ・セリエA（1991）
- コパ・リベルタドーレス（1992）
- トロフェオ・ラモン・デ・カランサ（1992）
- トロフェオ・テレサ・エレーラ（1992）

SEパルメイラス
- カンピオナート・パウリスタ（1993, 1994）
- カンピオナート・ブラジレイロ・セリエA（1993, 1994）
- トルネイオ・リオ＝サンパウロ（1993）

SCコリンチャンス・パウリスタ
- カンピオナート・パウリスタ（1997）

ASローマ
- イタリア・セリエA（2000-01）
- スーペルコッパ・イタリアーナ（2001）

ベシクタシュJK
- スュペル・リグ（2003）

サントスFC
- カンピオナート・ブラジレイロ・セリエA（2004）
- カンピオナート・パウリスタ（2007）

### 代表
ブラジル代表
- コパ・アメリカ（1999）

### 監督
ブラガンチーノ
- カンピオナート・ブラジレイロ・セリエB（2019）
- カンピオナート・パウリスタ 最優秀監督（2019）